# Gino Cavalieri
Gino Cavalieri, all'anagrafe Luigi Cavalieri (Vicenza, 25 luglio 1895 – Treviso, 15 ottobre 1992), è stato un attore italiano.

## Biografia
È considerato tra i migliori attori goldoniani del Novecento. Dopo aver esordito diciannovenne nella compagnia Zoncada-Masi-Capodaglio, passa quasi subito alla scena dialettale - primo attore giovane - con Vittorio Bratti. Passa nel 1916 con la Borisi-Micheluzzi e quindi lavora per oltre un decennio con Gianfranco Giachetti. È poi presente in varie formazioni, e nel 1931 è all'Odeon di Milano formando infine, nel 1937, la sua prima compagnia assieme al fratello minore Gianni, presto scioltasi. Dopo aver recitato con Tatiana Pavlova in parti comiche decide di ritornare in Veneto, abbandondolo raramente da quel momento in avanti.
Crea una sua compagnia a Venezia ed a questa si aggiungono Emilio Baldanello nel 1939 e, nel dopoguerra, di nuovo il fratello Gianni. La sua pittoresca vena di attor comico gli consente di brillare in spettacoli quali Le baruffe chiozzotte messe in scena da Renato Simoni nel 1935, La putta onorata per la regia di Giorgio Strehler nel 1950 e Il Saltuzza del Calmo allestito, ancora nel 1950, da Cesco Baseggio; altre memorabili interpretazioni sono La casa nova - con la regia di Carlo Lodovici - L'avaro - ancora con Baseggio - e il Carlo Gozzi di Simoni con la regia di Ernesto Sabbatini, sempre nei primi anni cinquanta.
Cavalieri porta inoltre le sue spiccate doti di attore comico nel cinema ma, a differenza del fratello, con minor successo esordendo nel 1936 ne Il grande silenzio di Giovanni Zannini, accanto ad Annibale Betrone e Luisa Ferida. Nonostante il teatro sia il luogo a lui più congeniale, appare sullo schermo in più occasioni - seppur quasi sempre come caratterista di secondo piano, spesso nel ruolo del vecchio prete - concludendo la sua lunga carriera nel 1983 quando il veneziano Tinto Brass gli offre la possibilità di interpretare - all'età di 88 anni - Don Busetto nel film La chiave. Unica esperienza internazionale nel mondo del cinema, purtroppo senza riconoscimento nei titoli di testa, né di coda, è il ruolo del facchino che porta i bagagli di Katharine Hepburn al suo arrivo in stazione nel film Tempo d'estate del 1955 per la regia di David Lean.
Si cimenta inoltre anche nella scrittura di lavori teatrali (Un giorno di sole, commedia messa in scena, a Padova e a Milano, da Baseggio nella stagione 1951-52). Sempre con Baseggio e Micheluzzi è attivo anche in televisione e sporadicamente alla radio.
A 97 anni è morto nella casa di riposo San Tommaso di Treviso.

## Filmografia
- Il grande silenzio, regia di Giovanni Zannini (1936)
- Nina, non far la stupida, regia di Nunzio Malasomma (1937)
- Quarta pagina, regia di Nicola Manzari (1942)
- Canal Grande, regia di Andrea Di Robilant (1943)
- Il paese senza pace, regia di Leo Menardi (1946)
- Mio figlio professore, regia di Renato Castellani (1946)
- La vita semplice, regia di Francesco De Robertis (1946)
- Vivere in pace, regia di Luigi Zampa (1947)
- Il delitto di Giovanni Episcopo, regia di Alberto Lattuada (1947)
- L'onorevole Angelina, regia di Luigi Zampa (1947)
- Caccia all'uomo, regia di Riccardo Freda (1948)
- Tempesta su Parigi, regia di Riccardo Freda (1948)
- Alina, regia di Giorgio Pàstina (1950)
- Cuori senza frontiere, regia di Luigi Zampa (1950)
- Arrivano i nostri, regia di Mario Mattoli (1951)
- Totò terzo uomo, regia di Mario Mattoli (1951)
- Ho scelto l'amore, regia di Mario Zampi (1953)
- Il capitano di Venezia, regia di Gianni Puccini (1954)
- Chi lavora è perduto, regia di Tinto Brass (1963)
- Le mie prigioni - miniserie TV, 1 episodio (1968)
- La moglie del prete, regia di Dino Risi (1970)
- Il merlo maschio, regia di Pasquale Festa Campanile (1971)
- La vita di Leonardo da Vinci - miniserie TV, 1 episodio (1971)
- Anima persa, regia di Dino Risi (1977)
- Nudo di donna, regia di Nino Manfredi (1981)
- La chiave, regia di Tinto Brass (1983)

## Prosa televisiva
- I rusteghi di Carlo Goldoni, regia di Cesco Baseggio e Lydia C. Ripandelli, trasmessa il 1º gennaio 1958.
- Il geloso avaro, regia di Cesco Baseggio e Lino Procacci, trasmessa il 17 febbraio 1958.
- Se no i xe mati non li volemo, regia di Carlo Lodovici e Alberto Gagliardelli, trasmessa il 29 settembre 1958.
- Il tramonto, regia di Carlo Lodovici e Alberto Gagliardelli, trasmessa il 27 ottobre 1958.
- Una serata fuori, dall'omonima commedia di Harold Pinter, regia di Edmo Fenoglio, trasmessa il 6 maggio 1969.
- Sior Todero Brontolon di Carlo Goldoni, regia di Carlo Lodovici (1969)
- La buona madre di Carlo Goldoni, adattamento e regia di Carlo Lodovici. Scene Mario Grazzini, costumi Giulia Mafai. Con Lina Volonghi, Gianna Raffaelli, Donatella Ceccarello, Willy Moser, Marina Dolfin, Laura Carli, Maria Grazia Spina, Dario Mazzoli, Gino Cavalieri. 1972

## Prosa radiofonica
- EIAR
- Benedetta tra gli uomini di Gian Capo, trasmessa il 19 agosto 1935.
- RAI
- La notte di San Giovanni di Ugo Chiarelli, regia di Franco Rossi, trasmessa il 24 giugno 1946.
- Il teatro comico di Carlo Goldoni, regia di Eugenio Salussolia, trasmessa il 10 agosto 1956.

## Prosa teatrale
- Chi la fa l'aspetti di Carlo Goldoni, regia di Carlo Lodovici, 1959.